# Lachnum acerinum
Lachnum acerinum är en svampart som först beskrevs av Cooke & Ellis, och fick sitt nu gällande namn av E.K. Cash. Lachnum acerinum ingår i släktet Lachnum och familjen Hyaloscyphaceae.   Inga underarter finns listade i Catalogue of Life.